# Longshan, Liaoyuan
Longshan är ett stadsdistrikt och säte för stadsfullmäktige i Liaoyuan i Jilin-provinsen i nordöstra Kina. Det ligger omkring 110 kilometer söder om provinshuvudstaden Changchun. 